# نيفادا
نيفادا أو نِفادة (من الإسبانية Nevada وتعني «الثلجية») هي ولاية تقع في مناطق الغرب، وإقليم الجبال، والجنوب الغربي من الولايات المتحدة الأمريكية. ترتيب نيفادا هو السابع من حيث المساحة، والرابع والثلاثين من حيث السكان، والتاسع من حيث أقلها كثافة سكانية بين الولايات الأمريكية الخمسين. يعيش ما يقرب من ثلاثة أرباع سكان نيفادا في مقاطعة كلارك، التي تحتوي على منطقة لاس فيغاس-باراديس الحضرية  حيث توجد ثلاث من أكبر أربع مدن في الولاية. عاصمة نيفادا هي مدينة كارسون سيتي. تعرف نيفادا رسميا باسم «الولاية الفضية» بسبب أهمية الفضة في تاريخها واقتصادها. وتعرف أيضا باسم «الولاية وليدة المعارك»، لأنها أدخلت في الاتحاد خلال الحرب الأهلية (تظهر هذه العبارة أيضا على علم الولاية)؛ وكذلك باسم «ولاية الدغل الغشبي»، على النبات المنتشر في الولاية. تحدها ولاية أوريغون إلى الشمال الغربي، آيداهو إلى الشمال الشرقي، كاليفورنيا من الغرب، أريزونا إلى الجنوب الشرقي ويوتا إلى الشرق.
أغلب أراضي نيفادا صحراء وأراضي شبه قاحلة، وبقع أغلبها داخل الحوض العظيم. تقع المناطق جنوب الحوض الكبير داخل صحراء موهافي، في حين تقع بحيرة تاهو وسييرا نيفادا على الحافة الغربية. وتدار حوالي 86٪ من أراضي الدولة من قبل مختلف السلطات القضائية للحكومة الاتحادية الأمريكية، سواء المدنية منها أو العسكرية.
سكنت قبائل بايوتي وشوشوني وواشو أرض نيفادا الحالية قبل الاتصال الأوروبي. وكان الإسبان أول من استكشف المنطقة من الأوروبيين. أطلقوا على المنطقة اسم نيفادا (الثلجية) بسبب الثلج الذي يغطي الجبال في الشتاء. وشكلت المنطقة جزءا من نيابة إسبانيا الجديدة، وأصبحت جزءا من المكسيك عندما نالت الأخيرة استقلالها في عام 1821. ضمت الولايات المتحدة المنطقة في عام 1848 بعد انتصارها في الحرب المكسيكية الأمريكية، وأدرجت كجزء من إقليم يوتا في عام 1850. أدى اكتشاف الفضة في عرق كومستوك في عام 1859 إلى ازدياد عدد السكان ما دفعهم لإنشاء إقليم نيفادا الذي انفصل عن إقليم يوتا في عام 1861. أصبحت نيفادا الولاية السادسة والثلاثين في 31 أكتوبر 1864، لتكون إحدى ولايتين تنضمان إلى الاتحاد خلال الحرب الأهلية (الأولى هي فرجينيا الغربية).
اكتسبت نيفادا سمعة بقوانينها التحررية. بلغ عدد سكانها في عام 1940 أكثر بقليل من 110,000 نسمة، وكانت أقل الولايات سكانا، إذ كانت أقل من نصف سكان ثاني أقل ولاية من حيث السكان. إلا أن القوانين التي شرعت القمار وسهلت إجراءات الزواج والطلاق حولت نيفادا إلى مقصد سياحي رئيسي في القرن العشرين. نيفادا هي الولاية الأمريكية الوحيدة التي شرعت البغاء قانونا، رغم أنه غير قانوني في مقاطعة كلارك (لاس فيغاس) ومقاطعة واشو (رينو) ومدينة كارسون (وهي مدينة مستقلة ولا تقع ضمن حدود أي مقاطعة). ولا تزال السياحة هي أكبر صناعة توظف العمال في نيفادا،  ويستمر التعدين كقطاع كبير من الاقتصاد، حيث أن نيفادا هي رابع أكبر منتج للذهب في العالم.

## تاريخ ولاية نيفادا
دخل الرحالة والصيادون نيفادا في العقد الثاني من القرن التاسع عشر وفي الفترة بين عامي1843 و1845 استكشف جون فريمون وكيت كارسون الحوض العظيم وسلسلة جبال سيييرا نيفادا وضمت الولايات المتحدة المنطقة في عام 1848 بعد حرب المكسيك وتم بناء أول مستوطنة دائمة لطائفة المورمون كمركز تجاري بالقرب مما يعرف الآن باسم جنوا وانضمت الولاية إلي الاتحاد في 31 أكتوبر.

## الجغرافيا
وتقع ولاية نيفادا بالكامل تقريبا داخل منطقة الحوض والمراعي، وتفصل العديد من سلاسل الجبال بين شمالها وجنوبها
ويقع الجزء الأكبر من الجزء الشمالي من الولاية داخل الحوض الكبير، وهي صحراء خفيفة تعاني من درجات الحرارة الحارة في الصيف ودرجات الحرارة الباردة في فصل الشتاء. أحيانا، الرطوبة من أريزونا الموسمية تسبب العواصف الرعدية الصيفية.أعلى درجة حرارة سجلت في الولاية 125 درجة فهرنهايت (52 درجة مئوية) في لولين (علي ارتفاع 605 قدم أو 184 مترا) في 29 يونيو 1994.كانت درجة الحرارة المسجلة الأكثر برودة -52 درجة فهرنهايت (-47 درجة مئوية) في سان جاسينتو في عام 1972، في الجزء الشمالي الشرقي من الولاية.
نهر هومبولت يعبر الولاية من الشرق إلى الغرب عبر الجزء الشمالي من الولاية، وويتلاشي في حوض هومبولت بالقرب من لوفيلوك. العديد من الأنهار تصب من سييرا نيفادا شرقا، بما في ذلك ووكر، تروكي، وأنهار كارسون. كل هذه الأنهار هي أحواض إندورهيك، تنتهي في بحيرة ووكر، بحيرة الهرم، وحوض كارسون، على التوالي. ومع ذلك، ليس كل من نيفادا داخل الحوض الكبير.
سلاسل الجبال، بعضها ارتفاعه فوق 13,000 قدم (4000 متر)، وتأوي الغابات المورقة فوق السهول الصحراوية، وتخلق جزر سماوية للأنواع المتوطنة. والوديان غالبا ما تكون أقل في الارتفاع من 3000 قدم (910 م).
يقع الجزء الجنوبي من الولاية، حيث تقع منطقة لاس فيغاس، داخل صحراء موهافي. المنطقة تتلقى أمطار أقل في فصل الشتاء ولكن أقرب إلى الرياح الموسمية أريزونا في فصل الصيف. كما أن التضاريس أقل أيضا، ومعظمها أقل من 4000 قدم (1,200 متر)، مما يخلق ظروف ملائمة لأيام الصيف الحارة والباردة إلى ليالي الشتاء الباردة (نتيجة انعكاس درجة الحرارة).
أكبر سلسلة جبال في الجزء الجنوبي من الولاية هي سلسلة جبال الربيع، إلى الغرب من لاس فيغاس. وأدنى نقطة في الولاية تقع على طول نهر كولورادو، جنوب لولين.
نيفادا لديها 172 قمة جبلية مع 2,000 قدم (610 م) من البروز. نيفادا تحتل المرتبة الثانية في الولايات المتحدة الأمريكية، خلف ألاسكا، وقبل كاليفورنيا، مونتانا، وواشنطن. نيفادا هي الولاية الأكثر جبلية في الولايات المتحدة المتجاورة.

### المناخ
يتميز مناخ ولاية نيفادا بطبيعة صحراوية حيث الشتاء قارٍس البرودة والصيف شديد الحرارة، والشمس تستطع فيها وسط سماء صافية والرطوبة نسبيا منخفضة.

## الصناعة
تحتل ولاية نيفادا المركز الأول من الولايات الأمريكية في إنتاج الذهب والفضة ويتركز النشاط الصناعي في ولاية نيفادا في منطقتي لاس فيجاس ورينو سباركس حيث تقوم صناعة الآلات وقطع غيار المحركات وصناعة الأسمنت والصناعات الغذائية وبخاصة الحلوى والمثلجات وصناعة البلاستيك وعلى العموم يتفوق نشاط الولاية في قطاع التعدين علي نشاطها في مجالي الزراعة والصناعة مجتمعين من حيث الأهمية.

## وصلات خارجية
- الموقع الرسمي